# Viruküla
Viruküla es una localidad del municipio de Saue, en el condado de Harju, Estonia. Tiene una población estimada, en 2021, de 20 habitantes.
Está ubicada en el centro-oeste del condado, a poca distancia al oeste de Tallin y al sur de la costa del golfo de Finlandia (mar Báltico).